# 阿盧尼什鄉 (穆列什縣)
46°54′N 24°49′E / 46.9°N 24.82°E
阿盧尼什鄉（羅馬尼亞語：Comuna Aluniș, Mureș），是羅馬尼亞的鄉份，位於該國中部，由穆列什縣負責管轄，面積25平方公里，海拔高度462米，2007年人口3,251，人口密度每平方公里130人。